# Egzekvatura
Egzekvatura (od latinski exequatur - neka se izvrši), u konzularnim odnosima, predstavlja službeni akt države primateljice kojim ona odobrava obavljanje konzularnih funkcija šefu konzularnog ureda na konzularnom području određenom u patentnom pismu. Oblik i sadržaj egzekvature nije univerzalan, i ovisi od države do države. Egzekvatura se dostavlja konzulu, a namijenjena je vlastima države primateljice kao legitimacija konzulovih nadležnosti.
Država primateljica može i odbiti izdavanje egzekvature te nije dužna navesti razloge odbijanja. Dok čeka izdavanje egzekvature, šefu konzularnog ureda može se privremeno dopustiti obavljanje njegove funkcije.
Od časa kad se šefu konzularnog ureda dopusti, makar i privremeno, obavljanje njegove funkcije, država primateljica treba to odmah notificirati nadležnim tijelima konzularnog područja. Ona je isto tako dužna osigurati poduzimanje svih potrebnih mjera kako bi šef konzularnog ureda mogao vršiti svoje dužnosti.
Datum izdavanja egzekvature važan je za utvrđivanje prvenstva između šefova konzularnog ureda.